# Trachelium caeruleum
Trachelium caeruleum — вид квіткових рослин родини Дзвоникові (Campanulaceae).

## Етимологія
лат. caeruleum — «темно-синій».

## Опис
Багаторічна трав'яниста рослина, майже гола, деревна при основі, до 100(120) см заввишки. Стебло прямовисне, безволосе, червонувате. Листки овальні в формі серця, зубчасті, до 7(10) см завдовжки і шириною 4–7 см. Верхні листки сидячі. Маленькі квіти з синьо-фіолетовими, рідко білими пелюстками в зонтикоподібних суцвіттях, які до 10(30) см діаметром.

## Поширення
Батьківщина: Північна Африка: Алжир; Марокко. Європа: Італія — Сицилія, Португалія; Іспанія, Гібралтар. Натуралізований: Нова Зеландія, Велика Британія, Італія, Франція.
Населяє вологі стіни, кам'янисті місця на висоті від 0 до 1600 метрів.

## Використання
Цей вид деколи використовується як декоративна рослина. Є багато сортів з різними квітами, в тому числі білими, червоними, рожевими, фіолетовими і темно-пурпуровими.

## Галерея

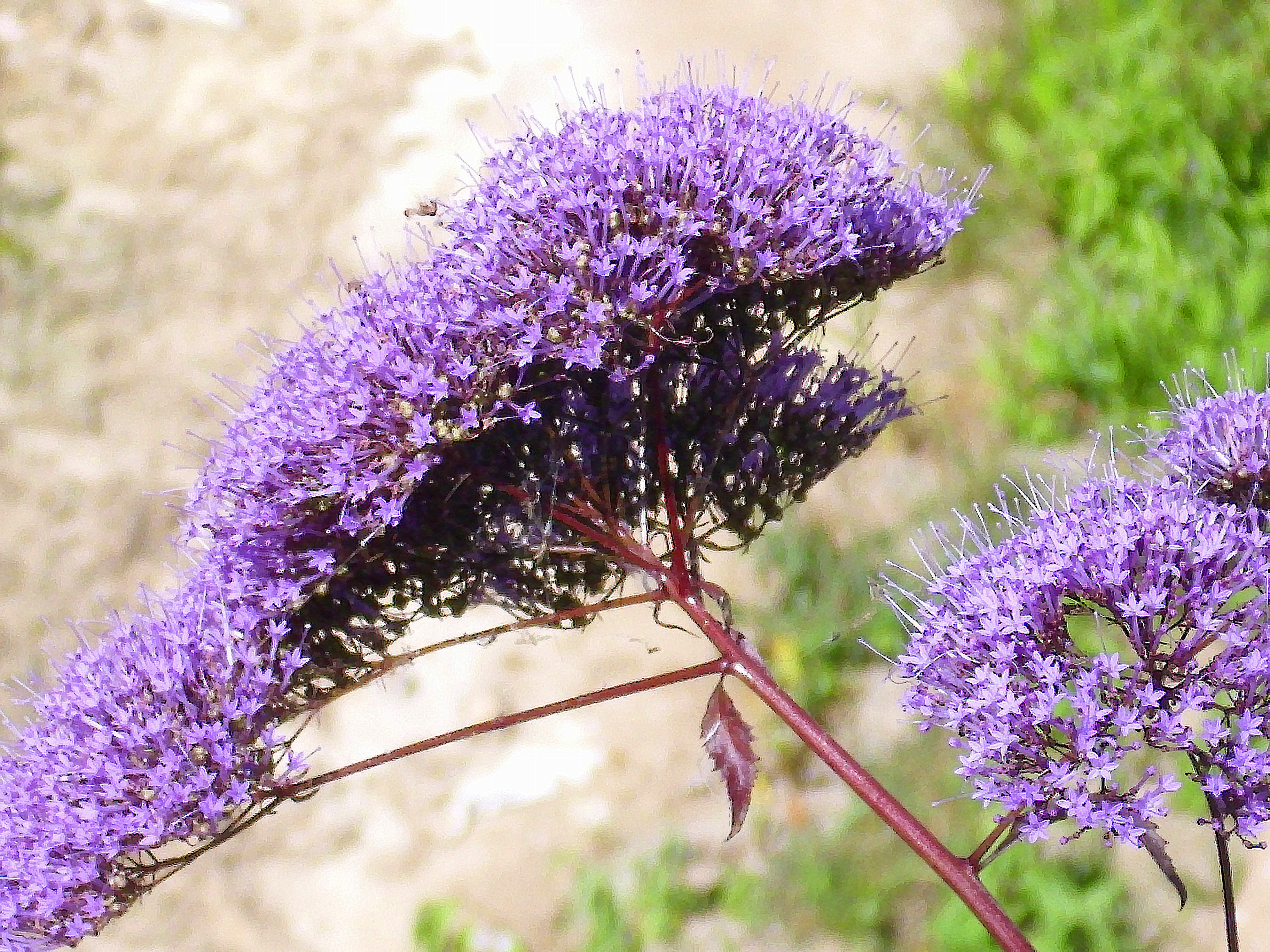
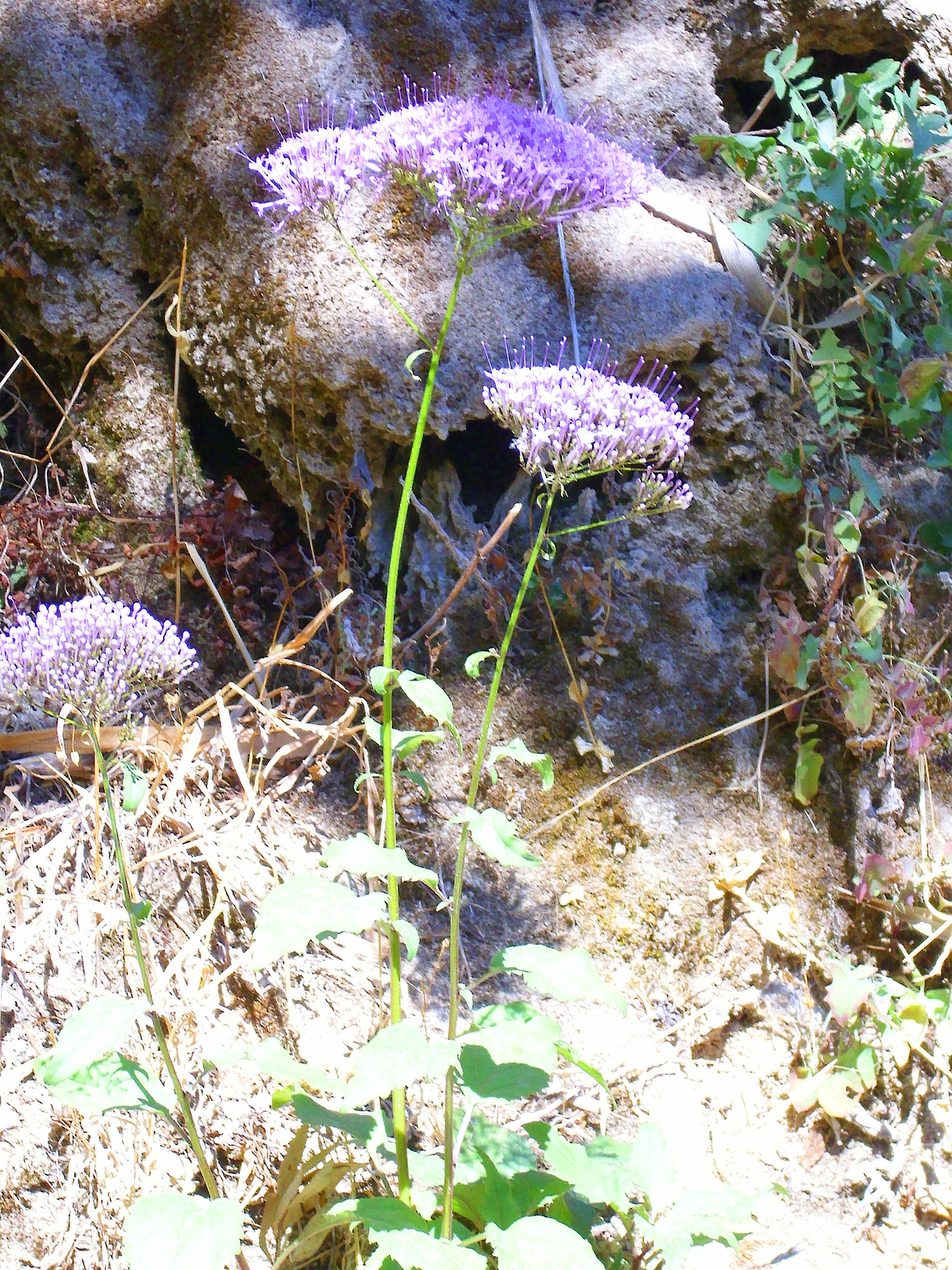
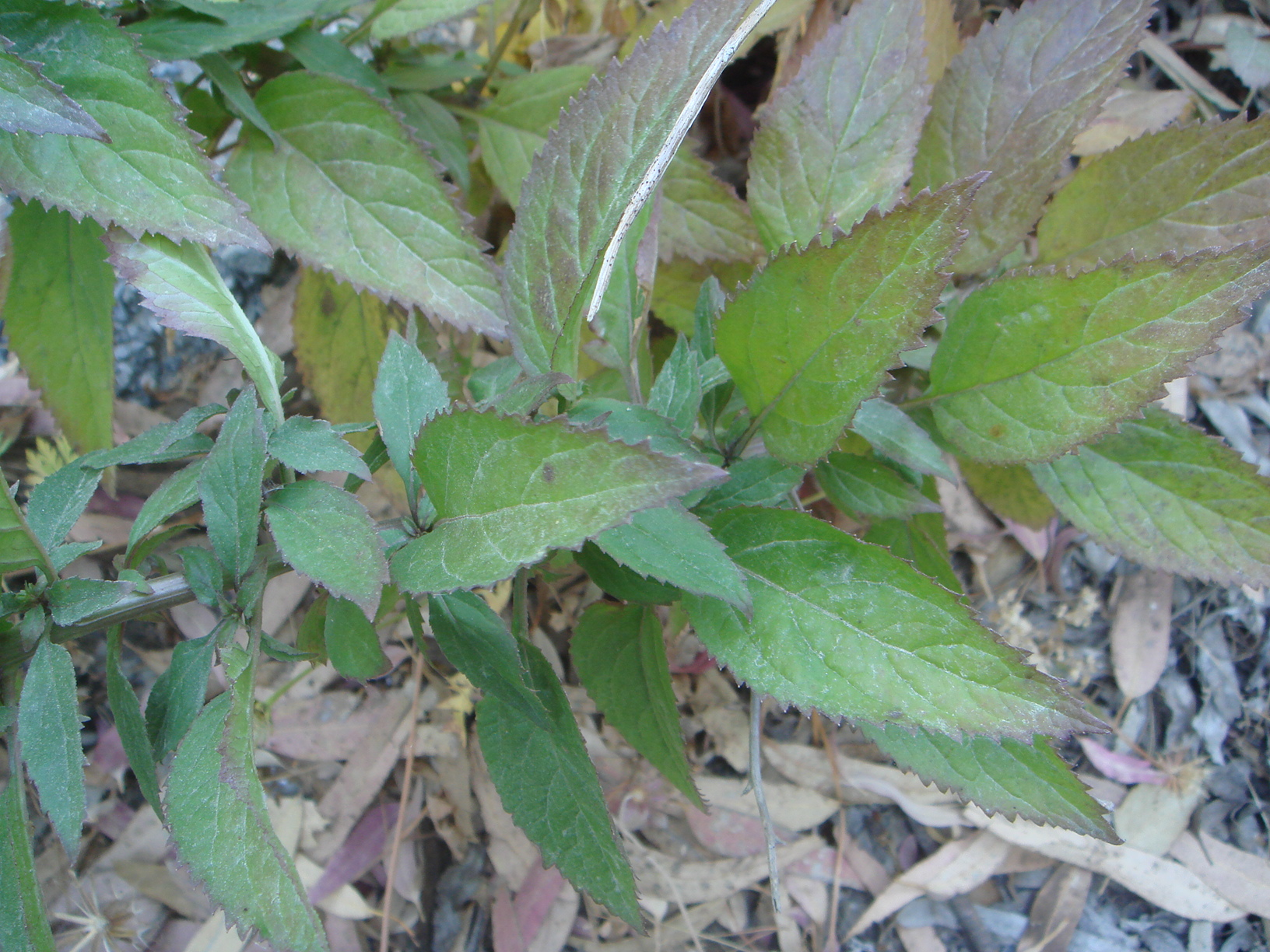

| Гібіскус | Це незавершена стаття про квіткові рослини. Ви можете допомогти проєкту, виправивши або дописавши її. |